# Celestine Babayaro
Celestine Hyacinth Babayaro (Kaduna, Nigeria, 29 de agosto de 1978) es un exfutbolista nigeriano, se desempeñó durante 8 años en el Chelsea FC.
Sus logros por la izquierda comenzaron muy temprano: fue el debutante más joven en Champions League (tenía 16 años y 87 días) durante 26 años, hasta que le superó Youssoufa Moukoko al debutar con 69 días menos. Nacido en Nigeria, lo había contratado el Anderlecht belga, con el que ganó dos títulos. Luego tuvo una larguísima trayectoria en el Chelsea inglés, en el que jugó entre 1997 y 2005, y ganó tres torneos más. Babayaro tenía un notable estado físico y una técnica imprevisible. 
Sus máximos logros fueron con la generación dorada de Nigeria: conquistó el Mundial Sub-17 (1993), la medalla de oro olímpica (1996) y llegó a octavos de final en el Mundial de 1998. Le hizo un gol a Argentina en la final de Atlanta 96.

## Clubes
| Club               | País           | Año         |
| ------------------ | -------------- | ----------- |
| RSC Anderlecht     | Bélgica        | 1994 - 1997 |
| Chelsea FC         | Inglaterra     | 1997 - 2005 |
| Newcastle United   | Inglaterra     | 2005 - 2008 |
| Los Ángeles Galaxy | Estados Unidos | 2008        |

## Palmarés

### Torneos locales
| Título               | Equipo         | País       | Año     |
| -------------------- | -------------- | ---------- | ------- |
| Jupiler League       | RSC Anderlecht | Bélgica    | 1994-95 |
| Supercopa de Bélgica | RSC Anderlecht | Bélgica    | 1995    |
| FA Cup               | Chelsea F. C.  | Inglaterra | 2000    |

### Torneos internacionales
| Título              | Equipo               | Sede      | Año     |
| ------------------- | -------------------- | --------- | ------- |
| Copa Mundial sub 17 | Selección de Nigeria | Japón     | 1993    |
| Juegos Olímpicos    | Selección de Nigeria | Atlanta   | 1996    |
| Recopa de Europa    | Chelsea F. C.        | Estocolmo | 1997-98 |
| Supercopa de Europa | Chelsea F. C.        | Mónaco    | 1998    |

## Curiosidades
- Babayaro es el jugador más joven en recibir una tarjeta roja en la UEFA Champions League, fue con 16 años jugando en el Anderlecht en un partido contra el Steaua de Bucarest.

- Su hermano Emmanuel es guardameta y también jugó con la selección de fútbol de Nigeria.

- En 1997, se lesionó celebrando un gol el año de su presentación en pretemporada.